# Бурко Сергій Іванович
Сергі́й Іва́нович Бурко́ (нар. 14 квітня 1955, Золочів Львівської області) — український скрипаль і диригент, народний артист України (2009).

## Життєпис
Закінчив Львівську консерваторію (в 1979 — клас скрипки Богдана Каськіва; в 1996 — клас диригентури Івана Юзюка).
1979 року створив студентський камерний оркестр у Львівському університеті, який гастролював в Австрії, Польщі, Чехії, Німеччині, США.
З 1989 року — художній керівник Львівської філармонії, керівник щорічного фестивалю музичного мистецтва «Віртуози».
З 1994 — фундатор, мистецький керівник і головний диригент камерного оркестру «Віртуози Львова» при Львівській національній філармонії, який гастролював в Італії, Ізраїлі, Ватикані, Данії, Німеччині, Польщі, Словенії, Швейцарії.
Ініціатор мистецьких проектів у США, Литві, Росії, Туреччині та ін. країнах.
2000—2002 — автор всеукраїнського музичного проекту для обдарованої молоді «Таланти 3-го тисячоліття».

## Визнання
- 1999 — заслужений діяч мистецтв України
- 2009 — народний артист України